# Rudolf von Auerswald
Rudolf Ludwig Cäsar von Auerswald (* 1. September 1795 in Marienwerder; † 15. Januar 1866 in Berlin) war ein preußischer Beamter, Minister und Ministerpräsident.

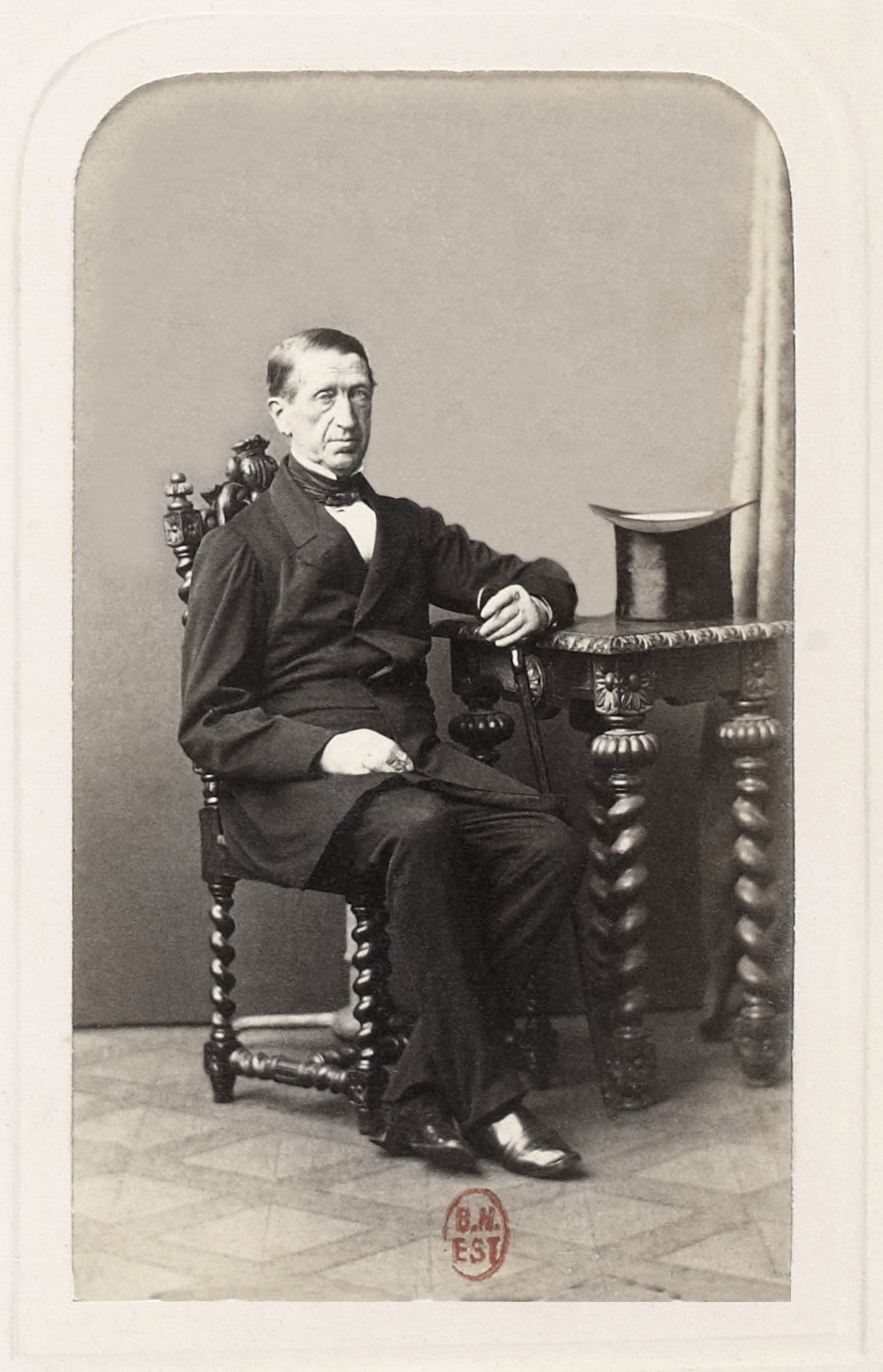
Rudolf von Auerswald, 1862

## Herkunft
Er entstammte einem alten Meißener Adelsgeschlecht mit gleichnamigem Stammhaus Auerswalde (heute ein Ortsteil von Lichtenau im Landkreis Mittelsachsen), das 1263 erstmals urkundlich genannt wurde. Er war ein Sohn von Hans Jakob von Auerswald (1757–1833), Kammerpräsident und seit 1802 Oberpräsident in Königsberg. Seine Brüder waren der königlich preußische Generalmajor Hans Adolf Erdmann von Auerswald (1792–1848) und der königlich preußische Generallandschaftsdirektor Alfred von Auerswald (1797–1870).

## Beruflicher Aufstieg
In Königsberg verbrachte Auerswald auch seine Jugendjahre und war befreundet mit Prinz Wilhelm (dem späteren König Wilhelm I.). Nach dem Abschluss des Studiums ging er zum Militär und trat in das 1. Leibhusarenregiment ein. Unter General Yorck nahm er 1812 an Feldzügen in Livland und Kurland teil. Auch während der Befreiungskriege von 1813 bis 1815 blieb v. Auerswald Soldat. 1816 zum Premierlieutenant ernannt, fungierte er ab Juni 1817 als Adjunkt der 13. Kavallerie-Brigade unter dem Kommandeur Adolf von Lützow und wurde 1820 zum Rittmeister befördert. Auf Antrag wurde er 1821 aus dem Heeresdienst entlassen.

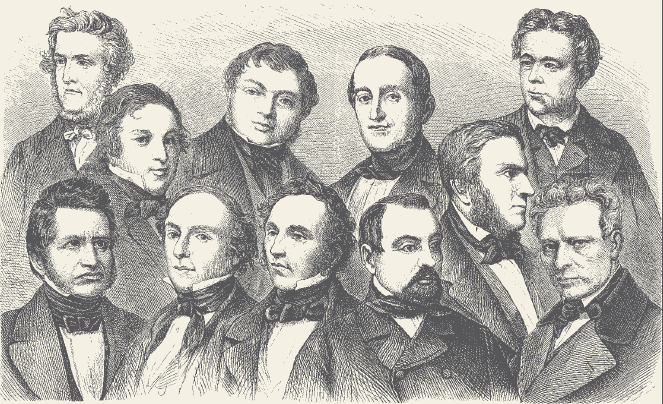
Abgeordnete des Vereinigten Landtages, der preußischen und deutschen Nationalversammlung

Bereits 1817 hatte von Auerswald sich mit seiner Cousine Gräfin Adele Dohna-Lauck verheiratet. Nach seinem Abschied erwarb er in Groß Rödersdorf (heute russisch: Nowosjolowo) im Kreis Heiligenbeil in Ostpreußen das Gut und wurde dort 1824 Landrat. Im Jahr 1835 wurde er von der preußischen Landschaft zum „General-Landschaftsrath“ gewählt, seit 1838 war er außerdem Oberbürgermeister von Königsberg.
Parallel dazu war er Mitglied der Ritterschaft im Provinziallandtag der Provinz Preußen. Dabei fungierte er zeitweise als stellvertretender Landtagsmarschall. Er gehörte zu denjenigen, die 1840 maßgeblich dazu beitrugen, während des Huldigungslandtages den neuen König Friedrich Wilhelm IV. an die Verfassungsversprechen von 1815 zu erinnern und um eine Verfassung für Preußen zu bitten. In der älteren Geschichtsschreibung gilt dieser Schritt als der eigentliche Beginn des Liberalismus in den preußischen Ostprovinzen.
Die Tätigkeit in der ständischen Vertretung wie auch seine Posten als Bürgermeister und in der preußischen Landschaft gab von Auerswald 1842 zugunsten der Position eines Regierungspräsidenten in Trier auf.

## Revolutions- und Reaktionszeit
Unmittelbar nach Beginn der Märzrevolution wurde er 1848 unter Ministerpräsident Ludolf Camphausen zum Oberpräsident von Ostpreußen ernannt. Nach dem Rücktritt von Camphausen wurde Rudolf von Auerswald dessen Nachfolger und übernahm gleichzeitig das Auswärtige Amt. Neben ihm spielte der rheinische Liberale David Hansemann eine Schlüsselrolle. In Auerswalds Amtszeit fällt die Vorlage des Regierungsentwurfs einer neuen preußischen Verfassung. Vorbild war die liberale belgische Verfassung von 1831, die als eine der liberalsten und modernsten ihrer Zeit galt und insbesondere den rheinischen Liberalismus stark beeinflusst hatte. Allerdings wurde diese nicht von der preußischen Nationalversammlung akzeptiert, die stattdessen einen eigenen Verfassungsausschuss einsetzte. Auerswald selbst konnte sich allerdings kaum ein Vierteljahr an der Regierung halten. Auslöser für den Rücktritt war die Aufforderung der preußischen Nationalversammlung, dass die Regierung die reaktionären Kräfte im Militär bekämpfen solle.

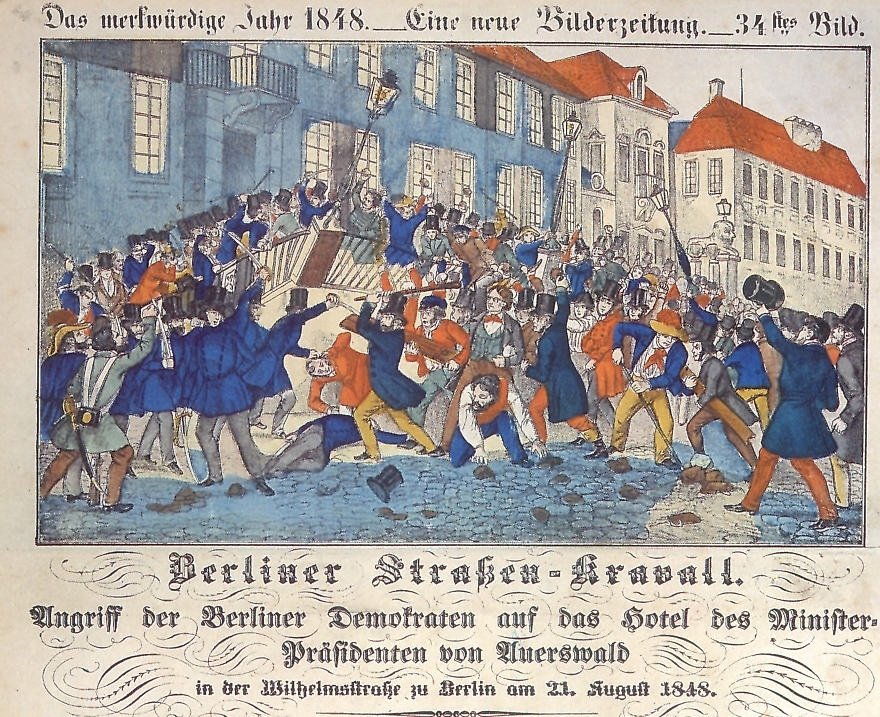
Aufruhr vor dem Sitz des Ministerpräsidenten v. Auerswald im August 1848 (zeitgen. Darst.)

Nach seinem Rücktritt kehrte er auf seinen Posten als Oberpräsident in Königsberg zurück. Nach der Auflösung der Nationalversammlung, der Oktroyierung einer neuen Verfassung und der Wahl eines neuen Parlaments kehrte von Auerswald auf die politische Bühne zurück und wurde Präsident der ersten Kammer. Dieses Amt behielt er bis 1850. Als Vorsitzender des Staatenhauses nahm er anschließend am Erfurter Parlament teil.
Im Anschluss an die parlamentarische Tätigkeit wurde von Auerswald zum Oberpräsidenten der Rheinprovinz ernannt. Kritische Äußerungen gegen die Politik der Reaktionsära führten zu seiner Entlassung. Für fast zwei Jahre zog er sich vom öffentlichen Leben zurück und verbrachte diese Zeit zu einem Großteil auf Reisen ins Ausland, u. a. nach Paris, Italien und Nordafrika.

## Regierungsbeteiligung in der „Neuen Ära“
Erst 1853 kehrte er als Abgeordneter der zweiten Kammer ins politische Leben zurück und war bald ein führendes Mitglied der liberalen Opposition. Diese Stellung verdankte er unter anderem seiner persönlichen und vertrauensvollen Beziehung zu Kronprinz Wilhelm. Nach der Übernahme der Regentschaft durch Wilhelm und dem Rücktritt der Regierung Manteuffel ernannte Wilhelm den Fürsten von Hohenzollern-Sigmaringen zum Ministerpräsidenten. Auerswald diente in dessen Kabinett als Staatsminister ohne Geschäftsbereich. Allerdings war er Stellvertreter des Ministerpräsidenten und galt als der eigentliche Kopf der Regierung. Die von der Bevölkerung erhoffte neue liberale Ära stieß allerdings auf erhebliche Widerstände in der Beamtenschaft, der Opposition am Hof des Regenten und vor allem im Herrenhaus.
Besonders aber die Heeresvorlage der Regierung im Jahr 1860 brachte Auerswald in Gegensatz zur eigenen liberalen Partei. Gleichwohl versuchte er zwischen König und Parlament zu vermitteln. Allerdings kam es zu keiner Einigung und bei den Neuwahlen des Abgeordnetenhauses im Jahr 1861 kam es in dieser Frage zur Spaltung der Liberalen. Ohne die Unterstützung der liberalen Mehrheit konnte sich auch die Regierung nicht halten. Im März 1862 traten von Auerswald und ein Großteil der übrigen Minister zurück. Die nachfolgende Regierung wurde von Otto von Bismarck geleitet, der das Problem der Heeresreform im Konflikt mit den Liberalen ausfocht.
Rudolf von Auerswald zog sich nach seinem Rücktritt vollständig von der Politik zurück, fiel allerdings trotz seiner liberalen Ansichten nicht in Ungnade. Vielmehr wurde eigens für ihn ein Hofamt als Oberburggraf von Marienburg geschaffen. Am 15. Januar 1866 starb von Auerswald in Berlin an einer Herzkrankheit. Er wurde am 19. Januar 1866 in der Dohna-Schlodienschen Patronatsgruft in der alten Deutschordenskirche zu Deutschendorf, Kreis Preußisch Holland, Ostpreußen, beigesetzt.

## Familie
Bereits 1817 heiratete von Auerswald seine Cousine Gräfin Adele von Dohna-Lauck (* 31. März 1795; † 28. August 1859). Von seinen Söhnen fiel Adalbert von Auerswald 1870 als Oberst, Cäsar Achatius von Auerswald (* 28. November 1818; † 21. November 1883) wurde Regierungspräsident und heiratete  Emma Marie Franziska von Buhl Gräfin Schimmelpfennig von der Oye verwitwete von Koschinsky (* 18. Juni 1824).